# クローリス
クローリス（古希: Χλῶρις, Khlōris）は、ギリシア神話の女性である。長母音を省略してクロリスとも表記される。主に、
- ニンフ
- テーバイのアムピーオーンの娘

などのほか数名が知られている。以下に説明する。

## ニンフ
ギリシア神話におけるニンフ。西風の神ゼピュロスに攫われて結婚し、花と春を司る女神となった。ローマ神話に登場する花の女神フローラと同一視された。

## アムピーオーンの娘
アムピーオーンとニオベーの娘。彼女の兄弟姉妹がアポローンとアルテミスに射殺された時彼女とその兄弟であるアミュークラースだけが助かった。